# Station Tressin
Station Tressin is een spoorwegstation in de Franse gemeente Tressin. Het station staat langs de spoorlijn Somain - Halluin. Het staat in het zuiden van de gemeente, tegen de grens met Anstaing.